# The Time of Our Lives
The Time of Our Lives је први EP америчке певачице Мајли Сајрус. Издат је 28. августа 2009. године за Hollywood Records, специјално за Walmart у САД.
Добио је углавном позитивне рецензије критичара, уз поједице који су га сматрали ефикасним кораком у одрасло доба. Међутим, поједини су критиковали баладе. Остварио је комерцијални успех, а нашао се међу првих десет места топ-листа у девет земаља. У САД је заузео друго место на топ-листи Billboard 200 и добио платинасти сертификат Америчког удружења дискографских кућа (RIAA).

## Списак песама
| №               | Назив           | Аутор(и)                                    | Продуцент(и)         | Трајање |  |
| 1.              |                 | Џон Шанкс Кара Диогарди                     | Шанкс                | 2.58    |  |
| 2.              |                 | Лукаш Готвалд Клод Кели Џесика Корниш       | Кели Емили Рајт      | 3:22    |  |
| 3.              | без имена       | Шанкс Хилари Линдси                         | Шанкс                | 4.09    |  |
| 4.              |                 | Готвалд Кели Кеша Себерт Пиби Себерт        | Кели Рајт            | 3.32    |  |
| 5.              |                 | Шанкс Ејми Линдоп                           | Шанкс                | 3.40    |  |
| 6.              |                 | Роџер Лавоа                                 | Шанкс                | 4.04    |  |
| 7.              | (уживо; и )     | Ник Џонас Џо Џонас Кевин Џонас IIМајли Сајрус | Џон Зонарс Џон Филдс | 4.35    |  |
| Укупно трајање: | Укупно трајање: | Укупно трајање:                             | Укупно трајање:      | 26.20   |  |

| №               | Назив           | Аутор(и)                 | Продуцент(и)    | Трајање |  |
| 8.              |                 | Џеси Александер Џон Мабе | Шенкс           | 3.55    |  |
| Укупно трајање: | Укупно трајање: | Укупно трајање:          | Укупно трајање: | 30.15   |  |